# غريغ سميث (سياسي أمريكي)
غريغ سميث (بالإنجليزية: Greg Smith)‏ هو سياسي أمريكي، ولد في 7 نوفمبر 1968 في بورتلاند في الولايات المتحدة. نشط حزبياً في الحزب الجمهوري. وقد انتخب عضو مجلس نواب أوريغون (2000 – 2014).